# Barkarola (Chopin)

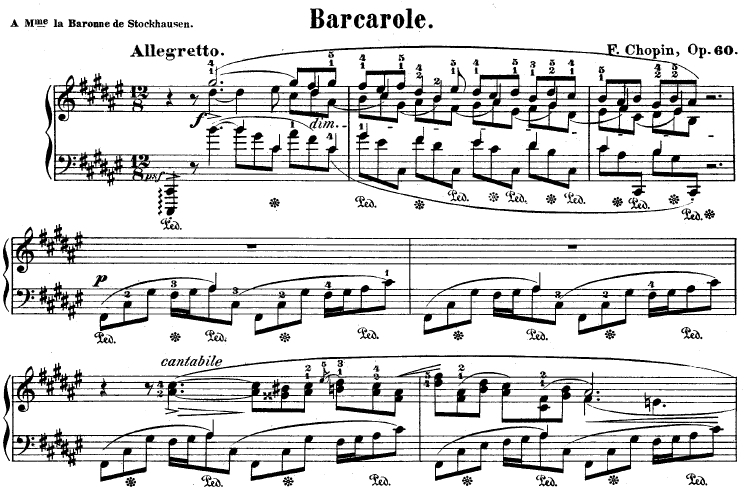
Zapis nutowy pierwszych taktów utworu

Barkarola Fis-dur op. 60 – barkarola na fortepian skomponowana przez Fryderyka Chopina w latach 1845–1846.
Barkarola dedykowana została baronowej de Stockhausen. Kompozycja utrzymana jest w tempie allegretto. Arthur Hedley porównał ją do nokturnu. Czas trwania utworu wynosi ok. 9 minut